# ベントレー・EXP 9 F

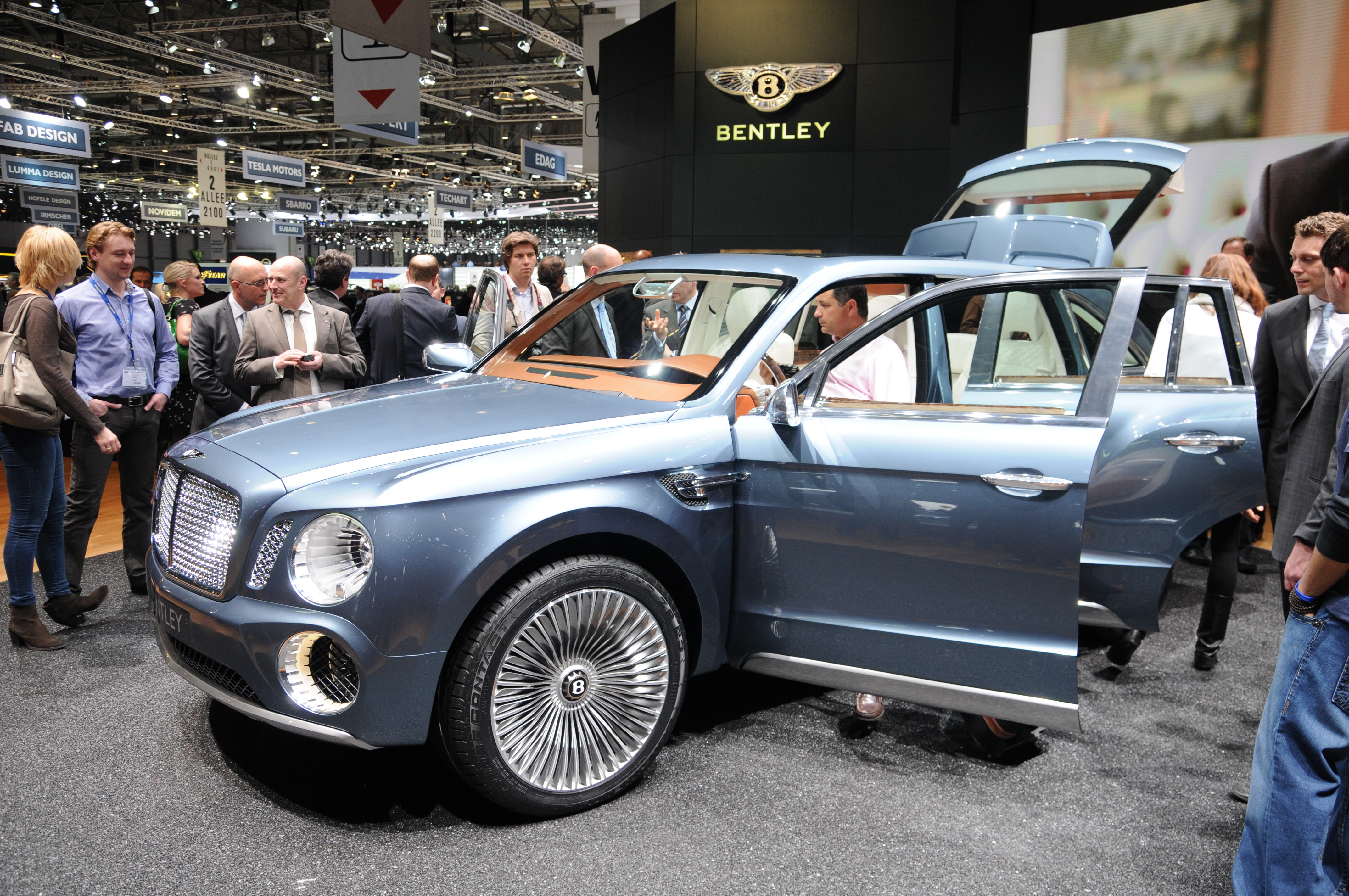
EXP 9 F

ベントレー・EXP 9 F（Bentley_EXP 9 F）は2012年ジュネーブモーターショーで発表されたコンセプトカーで、ベンテイガのコンセプトモデルにあたる。
EXPのEはExperimental (実験的な) 、FはFalcon (ハヤブサ) を意味する。

## 概要
EXP 9 Fはベントレーのデザイン部門によってデザインされ、Dirk van Breackelによって設計された。
マッスルグリルや丸型2灯ヘッドライトなどミュルザンヌ譲りのデザインを持ち、ホイールは23インチのものを装着している。
インテリアはウッドパネルやレザーで仕立てられており、リアのラゲッジスペースにはグラスなどが入ったピクニックセットが装備されている。
エンジンは6.0L W型12気筒ツインターボエンジンが搭載されている。
プラットフォームはフォルクスワーゲングループの他のSUVにも採用されているPL71プラットフォームを採用しており、このプラットフォームはポルシェ・カイエン、アウディ・Q7、フォルクスワーゲン・トゥアレグなどにも採用されている。
2013年にEXP 9 Fの市販モデルとなるベンテイガが発表され、生産が開始された。

## 参照
1. ↑   https://clicccar.com/2012/04/24/140433/
2. ↑   https://openers.jp/car/car_motor-show/13954
3. ↑  https://clicccar.com/2012/04/24/140433/
4. ↑   https://www.autocar.co.uk/car-news/motor-shows-geneva-motor-show/geneva-motor-show-2012-bentley-exp-9-f-concept
5. ↑   https://web.archive.org/web/20120307214128/http://www.autoweek.com/article/20120305/GENEVA/120309921
6. ↑  https://www.carmagazine.co.uk/car-news/first-official-pictures/bentley/bentley-exp-9-f-suv-concept-at-2012-geneva-motor-show/
7. ↑  https://www.forbes.com/sites/matthewdepaula/2014/03/24/2016-bentley-suv-wont-have-an-ugly-mug-after-all/?sh=15cf3a75273d